# Joseph Planckaert
Pour les articles homonymes, voir Planckaert.
Joseph Planckaert, surnommé Jef Planckaert, né le 4 mai 1934 à Poperinge Belgique et mort le 22 mai 2007 des suites d'une longue maladie à son domicile d'Otegem, est un coureur cycliste belge, professionnel de 1954 à 1965.

## Biographie
Joseph Planckaert connaît sa meilleure année en 1962 lorsqu'il est l'équipier du champion Rik Van Looy au sein de l'équipe Faema-Flandria. Il remporte en effet Paris-Nice, Liège-Bastogne-Liège, le Tour de Luxembourg, puis le championnat de Belgique sur route.
Planckaert fait aussi en 1962 son meilleur tour de France, ravissant le maillot jaune au Britannique Tom Simpson à l'issue de la montée contre-la-montre de Superbagnères, lors de la 13e étape et le laissant lors de la 20e étape, disputée contre-la-montre entre Bourgoin et Lyon, à Jacques Anquetil qui remporte l'épreuve. Il termine à la deuxième place de ce tour 1962, le podium étant complété par Raymond Poulidor.
Encore premier des Quatre Jours de Dunkerque en 1963, il abandonne le Tour de France cette année-là et met fin à sa carrière en 1965. 
En tout, il participe à neuf Tours de France. Il y remporte une étape en 1961, la 6e entre Strasbourg et Belfort. Il a porté le maillot jaune dans le Tour 1962 pendant 7 jours de la 14e à la 20e étape.

## Palmarès
- 1952
  - Gand-Lauwe
  - Bruxelles-Marke
- 1953
  - Gand-Lauwe
  - 2e de l'Étoile d'Ypres
- 1954
  - Gand-Staden
  - Waregem-Petegem
  - Bruxelles-Liège
  - Grand Prix d'Isbergues
  - 2e de Gand-Wevelgem indépendants
  - 3e du Circuit de la vallée de la Lys
- 1955
  - Kuurne-Bruxelles-Kuurne
  - Circuit des monts du sud-ouest
  - 10e de Paris-Roubaix
- 1956
  - 3eb étape du Tour de Belgique
  - 4e étape du Tour de Suisse
  - Grand Prix Marcel Kint
  - 2e du Tour de Belgique
  - 2e du Grand Prix du Brabant wallon
  - 2e du Grote Prijs Dr. Eugeen Roggeman
  - 3e de Milan-San Remo
  - 3e du Tour de Suisse
  - 5e de la Flèche wallonne
  - 8e du Challenge Desgrange-Colombo
- 1957
  - Quatre Jours de Dunkerque :
    - Classement général
    - 4e étape (contre-la-montre)

  - 2e du Tour des Flandres
  - 2e du Week-end ardennais
  - 2e des Trois villes sœurs
  - 3e des Trois Jours d'Anvers
  - 4e de Paris-Nice
  - 5e de Milan-San Remo
  - 5e de Liège-Bastogne-Liège
  - 6e du Challenge Desgrange-Colombo
  - 7e de la Flèche wallonne
- 1958
  - Circuit Het Volk
  - Trofeo Fenaroli
  - Grand Prix Marcel Kint
  - 2e de la Flèche wallonne
  - 2e du championnat de Belgique sur route
  - 6e du Tour de France
- 1959
  - Prix national de clôture
  - 3e du Grand Prix des Ardennes
- 1960
  - Kuurne-Bruxelles-Kuurne
  - 4e étape du Tour d'Allemagne
  - Classement général des Quatre Jours de Dunkerque
  - Grand Prix de Brasschaat (contre-la-montre)
  - 2e du Tour d'Allemagne
  - 2e du Circuit Mandel-Lys-Escaut
  - 2e des Trois villes sœurs
  - 2e du Grand Prix Marcel Kint
  - 3e de Gand-Wevelgem
  - 3e de Liège-Bastogne-Liège
  - 3e de la Gullegem Koerse
  - 5e du Tour de France
  - 6e du Super Prestige Pernod
  - 10e de Paris-Tours
- 1961
  - 6e étape du Tour de France
  - Grand Prix de Brasschaat (contre-la-montre)
  - Gullegem Koerse
  - Grand Prix Marcel Kint
  - 2e du Escaut-Dendre-Lys
  - 3e de Paris-Nice
  - 7e du championnat du monde sur route
  - 8e du Tour de Suisse
  - 10e de Liège-Bastogne-Liège
- 1962
  -  Champion de Belgique sur route
  - Paris-Nice :
    - Classement général
    - 3eb étape (contre-la-montre par équipes)

  - 4ea étape du Tour de Belgique (contre-la-montre par équipes)
  - Liège-Bastogne-Liège
  - Classement général de Paris-Saint-Étienne
  - Tour de Luxembourg :
    - Classement général
    - 3e étape

  - 2eb étape du Tour de France (contre-la-montre par équipes)
  - Paris-Saint-Jean-d'Angely
  - Grand Prix du Parisien (contre-la-montre par équipes)
  - Grand Prix Marcel Kint
  - 2e du Tour de France
  - 2e du Super Prestige Pernod
  - 3e de Bruxelles-Ingooigem
  - 3e du Circuit du Houtland
  - 4e de Paris-Roubaix
  - 6e du Tour des Flandres
- 1963
  - Quatre Jours de Dunkerque :
    - Classement général
    - 5eb étape (contre-la-montre)

  - 3e de Harelbeke-Anvers-Harelbeke
  - 10e de Paris-Roubaix
  - 10e de Paris-Bruxelles
  - 10e du Critérium du Dauphiné libéré
- 1964
  - 5eb étape du Tour de Sardaigne
  - 3e étape de Paris-Nice (contre-la-montre par équipes)
  - Grand Prix du Tournaisis
  - 3e d'Anvers-Ougrée
  - 4e de Paris-Nice
  - 4e de Liège-Bastogne-Liège
- 1965
  - 3e du championnat de Belgique interclubs

## Résultats sur les grands tours

### Tour de France
9 participations 
- 1957 : 16e
- 1958 : 6e
- 1959 : 17e
- 1960 : 5e
- 1961 : 15e, vainqueur de la 6e étape
- 1962 : 2e, vainqueur de la 2eb étape (contre-la-montre par équipes),  maillot jaune pendant 7 jours
- 1963 : abandon (12e étape)
- 1964 : non-partant (9e étape)
- 1965 : 56e

### Tour d'Italie
2 participations
- 1958 : 20e
- 1962 : abandon (14e étape)

### Tour d'Espagne
1 participation
- 1965 : 19e